# Orsós László Jakab
Orsós László Jakab (Zalaegerszeg, 1964. június 27. –) beás cigány családból származó kulturális menedzser, kurátor, intézményvezető.

## Életpályája
2016 óta a New York-i Brooklyn Public Library egyik alelnöke, korábban a PEN World Voices nemzetközi irodalmi fesztivál kurátora, igazgatója. 
Apja Orsós Jakab fafaragó.